# ウィリアム・ジェームズ・ビール

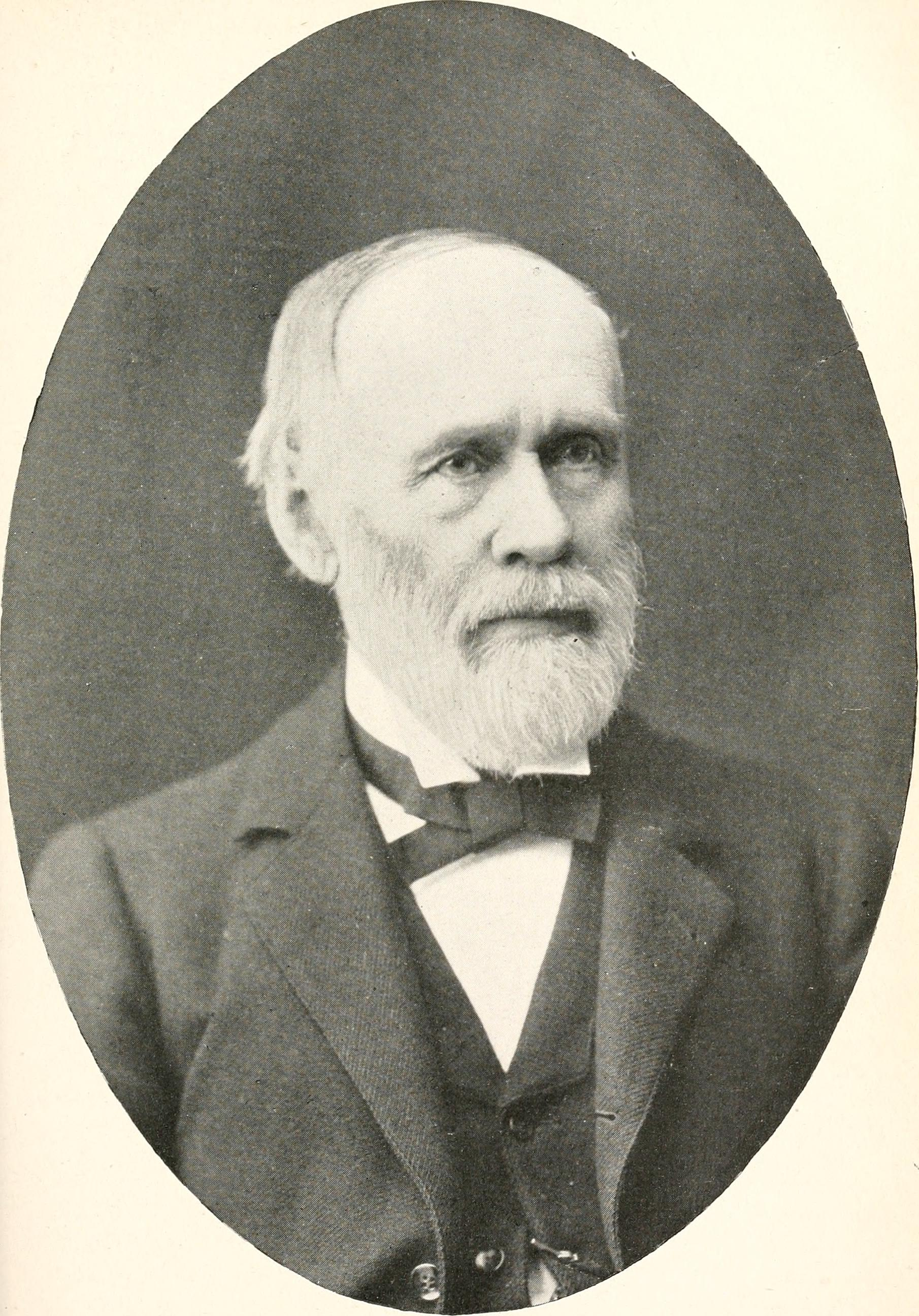
ウィリアム・ジェームズ・ビール

ウィリアム・ジェームズ・ビール（William James Beal、1833年3月11日 – 1924年5月12日）は、アメリカ合衆国の植物学者である。トウモロコシの交配種の開発で知られ、ミシガン州立大学内のW.J.ビール植物園の設立者でもある。

## 略歴
ミシガン州のエードリアンで生まれた。ミシガン大学、ハーバード大学で学んだ。1858年から1861年の間、ニューヨーク州、ユニオン・スプリングのフレンズ・アカデミーで自然科学を教えた。1868年から1870年の間、シカゴ大学で植物学の教授を務めた後、1871年からミシガン農業大学（Michigan Agricultural College、現在のミシガン州立大学）の植物学の教授(1871年-1910年)、大学博物館の学芸員(1882-1903)を務めた。ミシガン農業大学の教授時代に卒業生のリバティ・ハイド・ベイリーをハーバード大学のエイサ・グレイに推薦し助手として採用させた。1889年から州の森林委員会の委員長も務めた。ミシガン州立大学のW.J.ビール植物園の創立者として知られ、1872年に設立された植物園はアメリカ合衆国に現存する植物園としては最古の植物園である。著書に"The New Botany"、"Grasses of North America"、"History of Michigan Agricultural College"などがある。
1879年から、植物の発芽能力を調べる実験を始め、これは後継者に引き継がれ、2100年まで続けられる予定で、世界で結果をだすまでの期間が最も長い実験のひとつである。ビンに21種の植物の各50個の種子を砂とともに水分の入らない状態で封入し、5年毎に発芽した種子の数を確認するものである。2000年に確認されたビンでは21の種のうち2つの発芽が確認された。